# موریس امرسون
موریس امرسون (انگلیسی: Morris Emmerson؛ زادهٔ ۲۳ اکتبر ۱۹۴۲) بازیکن فوتبال اهل بریتانیا است.
از باشگاه‌هایی که در آن بازی کرده‌است می‌توان به باشگاه فوتبال میدلزبرو و باشگاه فوتبال پیتربورو یونایتد اشاره کرد.